# Hermann Weyl (Politiker)
Hermann Weyl (* 7. November 1866 in Berlin; † 20. November 1925 ebenda) war ein deutscher Arzt und Politiker (SPD, USPD). Er war verheiratet mit der Sozialpolitikerin Klara Weyl. Gerda Weyl war ihre gemeinsame Tochter.

## Leben

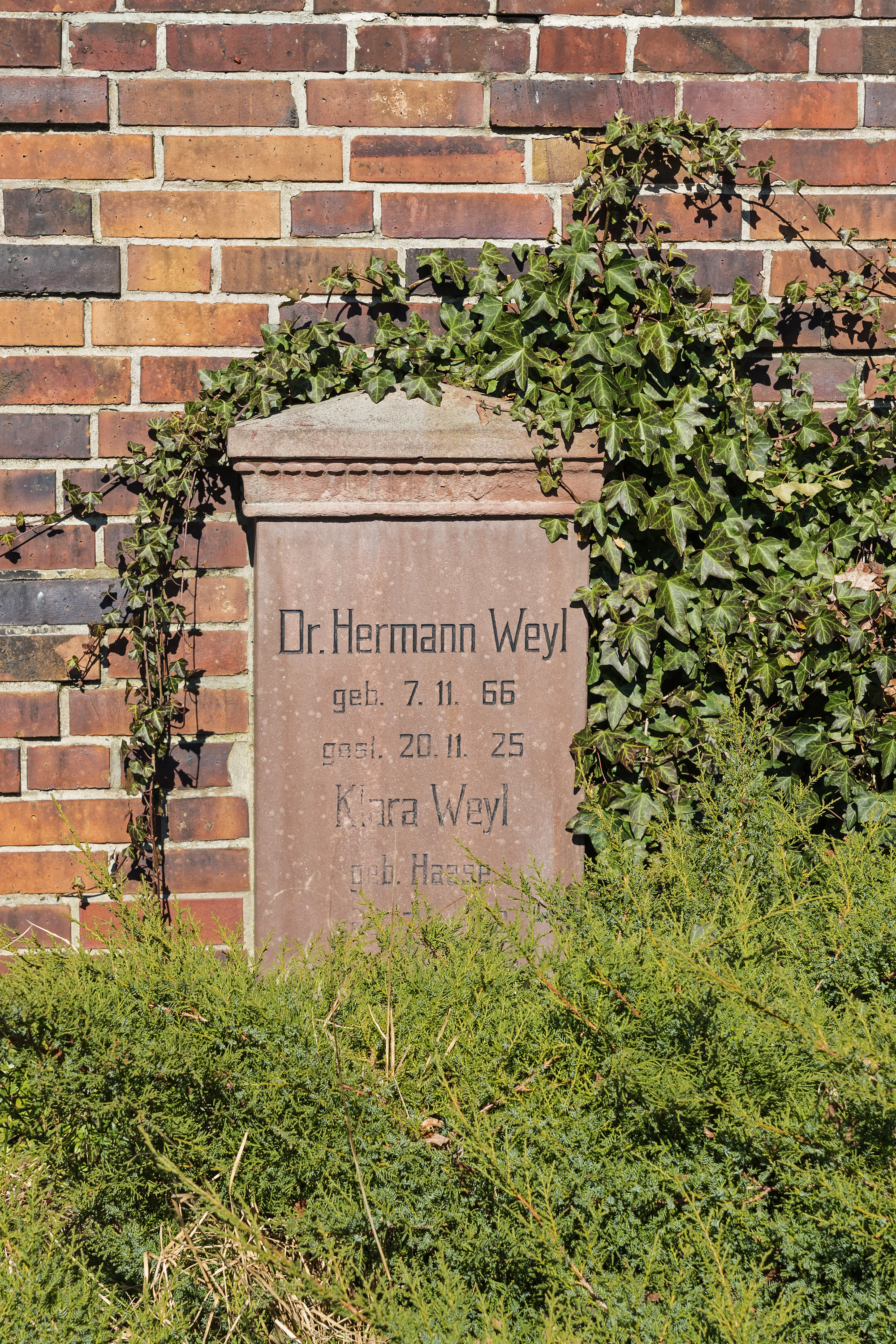
Das Grab von Hermann Weyl in Berlin

(Chajim) Hermann Weyl entstammte einer strenggläubigen jüdischen Familie, einer seiner Brüder war der in Theresienstadt umgekommene Dr. Max-Michael Weyl, 1917 bis 1942 Rabbiner an den Synagogen Rykestraße 53 und Kaiserstraße 29/30 in Berlin. Max Weyl war ein Förderer der ersten Rabbinerin Regina Jonas. Hermann Weyl trat 1908 aus der jüdischen Gemeinde aus. Er besuchte das Sophien-Gymnasium, wo er 1885 das Abitur ablegte. Nach einem Studium der Medizin in Berlin, promovierte er 1890 zum Dr. med und arbeitete danach als praktischer Arzt mit dem Schwerpunkt Wasserheilverfahren und übte diese Tätigkeit trotz seines starken politischen Engagements bis zu seinem Lebensende aus. Er war Mitgründer und Vorsitzender des Deutschen Ärztevereins für physikalisch-diätische Therapie.
1886 trat Hermann Weyl in die SPD ein. 1917 wechselte er in die USPD, ging jedoch bei deren Spaltung im Jahre 1922 zurück in die SPD.
Von 1902 bis 1925 war Weyl Mitglied der Berliner Stadtverordnetenversammlung. In dieser Zeit war er von 1917 bis 1922 für die USPD Abgeordneter, davor und danach für die SPD. 1919 wurde er von der Fraktion der USPD in der Stadtverordnetenversammlung zum Fraktionsvorsitzenden gewählt. In der »Liste des Radikalismus im Landespolizeibezirk Berlin wohnhaft« des Berliner Polizeipräsidenten von 1918 wurde Dr. Hermann Weyl mit weiteren führenden Sozialdemokraten aufgeführt. Von 1919 bis 1920 war er gemeinsam mit Hugo Heimann (SPD) Stadtverordnetenvorsteher.
In der Zeit von 1919 bis 1925 war Weyl parallel auch im Preußischen Landtag vertreten – bis 1922 für die USPD, anschließend für die SPD. Nach seinem Tod rückte Helene Schmitz in den Landtag nach.
Nach Umbettung durch die DDR-Führung (ohne Information der Tochter) von der Grabstelle Zentralfriedhof Friedrichsfelde, Liebknecht Nische 2, befindet sich das Grab von Hermann und Klara Weyl seit 1950 an der Ringmauer der Gedenkstätte der Sozialisten.

## Belege
1. 1 2  Gräber der Sozialdemokraten. In: Zentralfriedhof Friedrichsfelde (= sozialistenfriedhof.de). Förderkreis Erinnerungsstätte der deutschen Arbeiterbewegung Berlin-Friedrichsfelde e. V., 2006, abgerufen am 29. September 2022.
2. ↑  Landesarchiv Berlin: Stadtverordnetenversammlung der Stadt Berlin. A Rep. 000-02-01. S. 10 (PDF-Datei (Memento vom 4. März 2016 im Internet Archive)).

| Personendaten    | Personendaten                |
| ---------------- | ---------------------------- |
| NAME             | Weyl, Hermann                |
| KURZBESCHREIBUNG | deutscher Arzt und Politiker |
| GEBURTSDATUM     | 7. November 1866             |
| GEBURTSORT       | Berlin                       |
| STERBEDATUM      | 20. November 1925            |
| STERBEORT        | Berlin                       |